# Frank Loomis
Pour les articles homonymes, voir Loomis.
Frank J. Loomis, Jr., né le 22 août 1896 à Saint Paul et mort le 4 avril 1971 à New Port Richey, était un athlète américain champion olympique sur 400 mètres haies aux Jeux olympiques de 1920.
Bien que Loomis avait été sacré champion de l'AAU sur 220 yard haies en 1917 et 1918 et sur 440 yard haies en 1920, le favori des jeux était John Norton qui avait établi un nouveau record du monde en 54 s 2 deux mois avant les jeux. Loomis remporta pourtant la course facilement et abaissa le record du monde à 54 s 0.

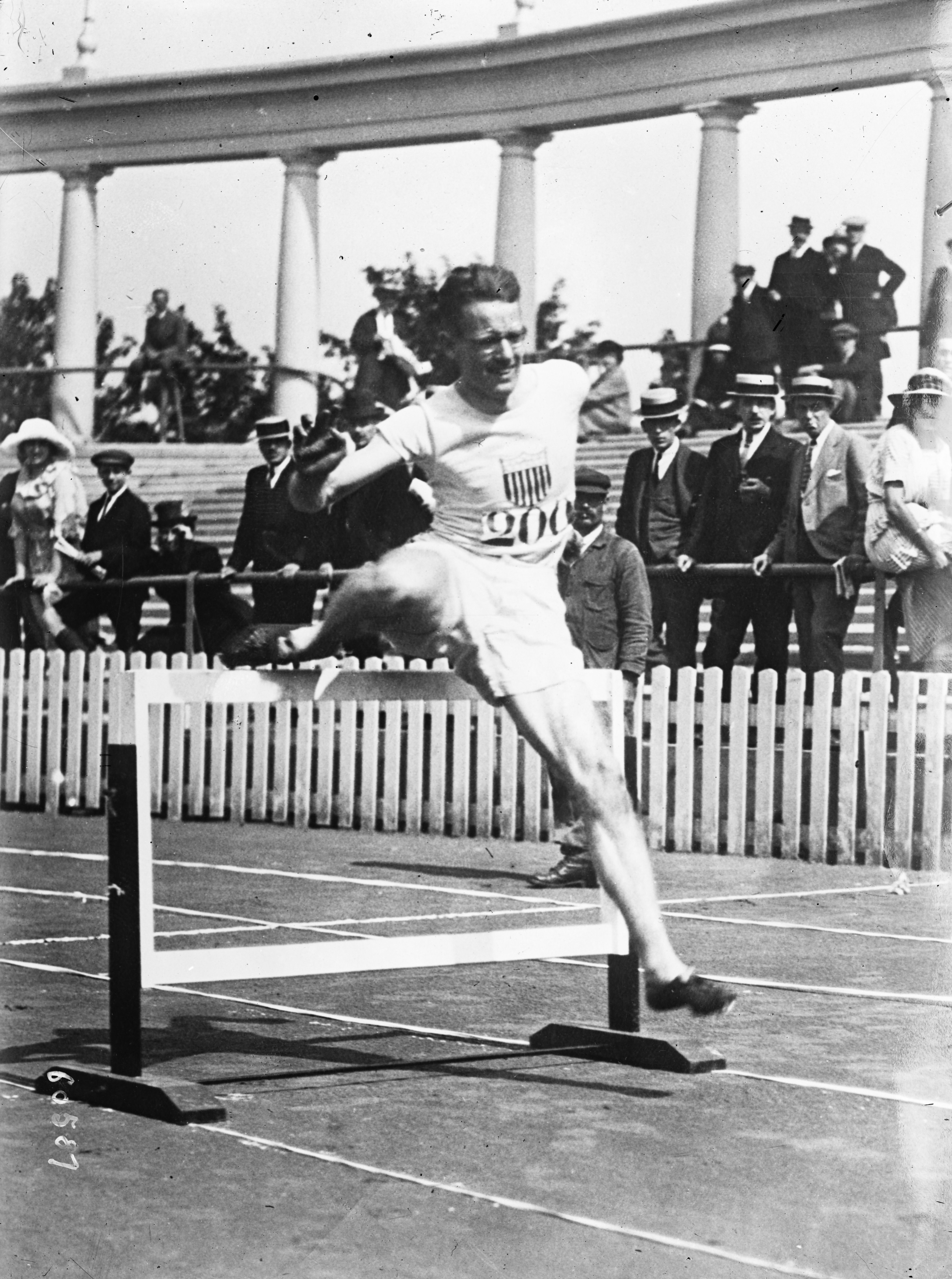
Frank Loomis lors de la finale du 400 mètres haies des Jeux olympiques de 1920.

## Palmarès

### Jeux olympiques d'été
- Jeux olympiques d'été de 1920 à Anvers ( Belgique)
  -  Médaille d'or sur 400 mètres haies

## Records
- Record du monde et olympique du 400 mètres haies en 54 s 2 le 16 août 1920 à Anvers (amélioration du record olympique de Charles Bacon et du record du monde de John Norton)